# Katinka Niederstrasser
Katinka Niederstrasser (* 1939 in Hamburg) ist eine deutsche Grafikerin, Zeichnerin und Fotografin.

## Leben
Niederstrasser wuchs in Masuren auf. Zurückgekehrt nach Hamburg übte sie verschiedene Berufe aus, bevor sie an der Hamburger Werkkunstschule studierte. Sie war „… zwischendurch Schönheitstänzerin, Druckerin in London, Arbeiterin in einer hamburgischen Zigarettenfabrik, dann Photographin und Graphikerin mit raffiniertem Fin-de-siècle-Strich…“. 1968 gestaltete sie die Fotos nach einer Idee von Albert Schindehüttes für das Buch Den zänkischen Schwestern auf den Leib geschrieben: Merlins Beitrag zur Wiedervereinigung. Den Text verfasste Wolfgang Neuss.
Für das Buch Der höheren Tochter auf den Leib geschrieben: Merlins Beitrag zur konkreten Poesie von 1968 mit einem Text von Ernst Kein stammen die Fotos von Katinka Niederstrasser. 1969 gestaltete sie den Roman Gamiani  von Alfred de Musset mit 18 erotischen Illustrationen. Gemeinsam mit Albert Schindehütte gaben sie die Grafikmappe Liebespaar-„Paarodien“ 1969 heraus. Hierbei handelt es sich um 6 Radierungen und 6 literarische Liebespaare: Lolita und Humbert Humbert, Kitten und Jimmiboy, Lola und Prof. Raat, Ysa, die weisse Chinesin und Duca di Centigloria, Dulcinea und Don Quixote, Lady Chatterley und der Waldhüter. „Dabei zeichneten sich die einzelnen Betrachtungen durch bisweilen deftige Erotik aus…“ Die Bildbetrachtungen wurden von H. C. Artmann beigetragen.
Anfang der 1970er Jahre heiratete Katinka Niederstrasser den Grafiker Albert Schindehütte. Sie lebten am Hamburger Innocentiapark. Die Ehe wurde Mitte der 1970er Jahre geschieden. 1993 illustrierte Katinka Niederstrasser das Kinderbuch Clara von Justus Pfaue. 1994 illustrierte sie
Oltre i regni di Uthanak von Pier Luigi Luisi. 1996 verfasste sie zusammen mit Dalia B.Y. Cohen das Buch Uri e Sami und 2002 Uri e Sami: due culture, un'amicizia
in Autorengemeinschaft mit Dalia B.Y. Cohen und Daniele Liberanome.
Katinka Niederstrasser-Nuvolari lebt heute in Positano in Italien.

## Ausstellungen
- 1968: Galerie Miniature, Berlin, Buch- und Kunsthandlung Camilla Speth
- 1968: Galerie im Centre, Göttingen (mit Ali Schindehütte)
- 1974: Katinka Niederstrasser: Toninelli Arte Moderna. Mailand
- 1975: Katinka Niederstrasser: Farbige Zeichnungen und Graphiken 1966–1975.  Galerie Levy, Hamburg  (mit Katalog)
- 1980: Katinka Niederstrasser: dessins. Galerie Levy, Paris